# OSASK
OSASK（おさすく）は、川合秀実を中心に開発されているオープンソースのオペレーティングシステム。

## 概説
「エミュレータOS」を目指しており、これは他OSとの互換性や下位互換性はエミュレーションに任せ、OSは効率を追求するというものなのだが、現時点では、OSASK自身には実装されていない（ただし、アーケードゲーム、ファミコンエミュレータ、Javaバイトコードインタプリタがアプリケーションとして存在する）。また、フロッピーディスク1枚に収まるため数秒で起動できるのが特徴である。
ファイルマッピング技術により仮想記憶とファイル入出力を一体化した単一記憶方式を採用しているのが特徴。そのため、主記憶のスワップアウト用ページングファイルを持たない。

## 動作環境
OSASKは、Intel x86互換プロセッサを搭載したパーソナルコンピュータで、動作を確認している。
- PC/AT互換機
  - Intel 80386以上のCPU
  - 4MB以上のRAM
- FM-TOWNSシリーズ
  - メインメモリ4MB以上のFM-TOWNS全シリーズ
  - 壁紙の利用はさらに1MBのRAM
- PC-9800シリーズ
  - 80386以上、640KB+3MB以上のRAMを搭載
  - EGCが利用可能なPC-9800シリーズ
  - 壁紙の利用には、さらに300KBのRAM

Intel 80286搭載マシンでも、CPUの交換により動作可能な場合もある。
また、EPSONの互換機でも動作を確認している。
- PC-98での注意
  - ハイレゾモードやPC-H98のフルセントロニクスモードでは、動作が不安定になる可能性がある為、ノーマルモードに設定する必要がある。
  - i386SXで640KB+14MB以上のRAMを搭載していると動作が不安定になる可能性がある。